# يدعئيل بين الثاني
يدعئيل بين الثاني (بالسبئية: ydʿʾl byn)، ابن يثع أمر وتر الثاني، كان حاكمًا (مكرب) لمملكة سبأ العربية الجنوبية القديمة. قدر هيرمان فون ويسمان حكمه حوالي 394 قبل الميلاد، وقدره كينيث كيتشن حوالي 440-425 قبل الميلاد.
ترك يدعئيل بين الثاني نقشًا قصيرًا على البناء من صرواح يشير على ما يبدو إلى حصن، كما جدد أسور مدن نشق وربما مأرب أيضًا. تحت حكمه أو قبله بفترة وجيزة، ثارت قتبان التابعة لسبأ ضدها، فشن يدعئيل بين حربًا استمرت لسنوات، وانتهت بانتصار قتبان والتي كانت بقيادة يثع أمر وتر الثالث. ابنه وخليفته كان سمه علي ينوف الثالث.

## مؤلفات
- والتر دبليو مولر (محرر. ) / هيرمان فون ويسمان: تاريخ سبأ الثاني. الإمبراطورية العظيمة للسبئيين حتى نهايتها في أوائل القرن الرابع قبل الميلاد. (Österreichische Akademie der Wissenschaften, Philosophisch-historische Klasse. Sitzungsberichte, Band 402) Verlag der österreichischen Akademie der Wissenschaften Wien, 1982 ISBN 3700105169 (في يدعئيل بين الثاني: ص 329-339)